# Švarcava (Rybník)
Švarcava (německy Schwarzach) je zaniklá vesnice, která stávala přímo na česko-bavorské hranici, na západ od obce Rybník v okrese Domažlice v Plzeňském kraji. Stavebně přímo navazovala na dodnes stojící bavorskou obec Schwarzach, od sebe je odděloval pouze potok Černice.

## Historie
K založení vesnice došlo patrně v první polovině 17. století a už v začátcích existence se zde vybíralo mýto. Prvně se Švarcava objevuje v roce 1625 na mapě okolí městečka Schönsee, kde je označena jako česká celnice. V letech 1644–1652 zde byla postavena hospoda, která sloužila rovněž jako mýtnice. V roce 1899 postihl ves požár, který zničil téměř všechny usedlosti. Poté byla zástavba obnovena již ve zděné podobě. Celní úřad byl v roce 1780 přeložen z Mutěnína do Mostku a roku 1825 do Švarcavy. Roku 1904 zde byl otevřen poštovní úřad. Celní úřad a hraniční přechod fungovaly až do roku 1945, kdy byly uzavřeny a němečtí obyvatelé z vesnice odsunuti. V padesátých letech 20. století se Švarcava ocitla v hraničním pásmu, takže budovy musely být srovnány se zemí. Hraniční přechod pro pěší byl obnoven a slavnostně otevřen v roce 1991, tentokrát pod názvem Rybník–Stadlern.

## Obyvatelstvo
Sommerova topografie z roku 1839 popisuje ve vsi 15 domů a 134 obyvatel.
Při sčítání lidu v roce 1921 zde žilo 124 obyvatel, z toho 5 Čechoslováků, 117 obyvatel německé národnosti a dva cizozemci. K římskokatolické církvi se hlásili všichni obyvatelé.
| Rok            | 1869 | 1880 | 1890 | 1900 | 1910 | 1921 | 1930 | 1950 | 1961 | 1970 | 1980 | 1991 | 2001 | 2011 |
| -------------- | ---- | ---- | ---- | ---- | ---- | ---- | ---- | ---- | ---- | ---- | ---- | ---- | ---- | ---- |
| Počet obyvatel | 99   | 113  | 108  | 104  | 135  | 124  | 96   | –    | –    | –    | –    | –    | –    | –    |
| Počet domů     | 14   | 17   | 16   | 19   | 16   | 16   | 19   | –    | –    | –    | –    | –    | –    | –    |

## Části zaniklé obce
- Dolní Huť
- Dianin Dvůr
- Hansadl
- Horní Huť
- Hraničná
- Švarcava